# Prospalta quadrimacula
Prospalta quadrimacula är en fjärilsart som beskrevs av Paul Mabille 1899. Prospalta quadrimacula ingår i släktet Prospalta och familjen nattflyn. Inga underarter finns listade i Catalogue of Life.